# 高台寺
高台寺（髙臺寺、こうだいじ）は、京都市東山区にある臨済宗建仁寺派の寺院。山号は鷲峰山（じゅぶさん）。本尊は釈迦如来。寺号は詳しくは高台寿聖禅寺と称する。豊臣秀吉の正室である北政所が秀吉の冥福を祈るため建立した寺院であり、寺号は北政所の落飾（仏門に入る）後の院号である高台院にちなむ。禅宗寺院であるとともに、秀吉と北政所を祀る霊廟としての性格を持った寺院である。元々は黄金八丈の阿弥陀如来像（大仏）を安置する雲居寺の境内であった。
霊屋（おたまや）の堂内装飾には桃山様式の蒔絵が用いられ、これを「高台寺蒔絵」と呼ぶ。他に北政所所持と伝えられる蒔絵調度類を多数蔵することから「蒔絵の寺」の通称がある。夜間拝観を京都で最初に行い始めた寺院である。

## 歴史
豊臣秀吉の没後、正室の北政所は慶長8年（1603年）に後陽成天皇から「高台院」の号を勅賜されると、秀吉の菩提を弔おうと寺院の建立を発願し徳川家康もその建立を支援した。高台寺の創建地は、元々は黄金八丈の阿弥陀如来像（大仏）を安置する雲居寺の境内であったが、応仁の乱で焼失していた。
家康と高台院は、現在高台寺や塔頭・圓徳院があるこの地にあった岩栖院を南禅寺の境内に塔頭として移転させると、慶長10年（1605年）に高台院は実母である朝日局が眠る康徳寺（現・上京区上御霊馬場町にあった）をこの地に移転させて新たな寺院・高台寺を建立し、その境内を整えていった。また、高台院は高台寺の西側に自らの屋敷と甥の木下利房の屋敷を造営することとし、同年に伏見城にあった北政所化粧御殿とその前庭を移築して自らの邸宅・高台院屋敷とした。
秀吉没後に権力者となった徳川家康は高台院を手厚く扱い、普請奉行に京都所司代の板倉勝重を任命するなど、配下の武士たちを高台寺の普請に当たらせている。中でも普請掛・堀直政の働きは大きかったようで、高台寺の開山堂には直政の木像が祀られている。
慶長11年（1606年）、高台寺は曹洞宗の弓箴善彊を開山として完成した。創建当時の高台寺の仏殿は康徳寺の堂を移築・改造したものであるが、方丈や茶室などは伏見城から移築したものであった。
慶長20年（1615年）の大坂夏の陣の際には、伏見城から移した茶室「時雨亭」（重要文化財）の2階から高台院は燃え落ちる大坂城の天守を見つめていたという。 
寛永元年（1624年）7月、高台寺は臨済宗建仁寺派の大本山である建仁寺の三江紹益を中興開山に招聘し、曹洞宗から臨済宗に改宗している。高台院の兄・木下家定は建仁寺及び三江紹益と関係が深く、家定の八男・周南紹叔が三江紹益のもとで出家していることもこの改宗と関連するといわれる。
なお高台院屋敷は、同年9月6日に高台院が屋敷で亡くなった後、寛永9年（1632年）に木下利房によって三江紹益を開山として高台寺の塔頭・圓徳院に改められた。以降は木下家の菩提寺となっている。
寛政元年（1789年）2月9日、高台寺で火災が発生し小方丈や庫裏などが焼失した。そこで、寛政7年（1795年）に圓徳院にあった北政所化粧御殿を高台寺の小方丈にするために解体、移築が行われた。圓徳院には代わりとして新たに北書院が建立されている。しかし、小方丈となった北政所化粧御殿は文久3年（1863年）7月26日に、高台寺が松平春嶽の宿舎に予定されたことに反感を持った討幕派の志士らにより放火されて焼失している。
慶応3年（1867年）3月に伊東甲子太郎一派が新選組から離脱した後、6月に高台寺の塔頭・月真院に入って屯所とした。伊東一派は孝明天皇陵（後月輪東山陵）を守るためと称して禁裏御陵衛士と名乗り、高台寺党と呼ばれたが、11月に起こった油小路事件で壊滅した。
近世末期から近代に至る数度の火災で仏殿や方丈などを焼失し、創建時の建造物で現存しているのは、三江紹益を祀る開山堂、秀吉と高台院を祀る霊屋（おたまや）、茶室の傘亭と時雨亭だけである。
1998年（平成10年）に高台寺掌美術館（しょうびじゅつかん）が開館している。
2019年（平成31年）には教化ホールに「アンドロイド観音 マインダー」が安置された。

## 境内

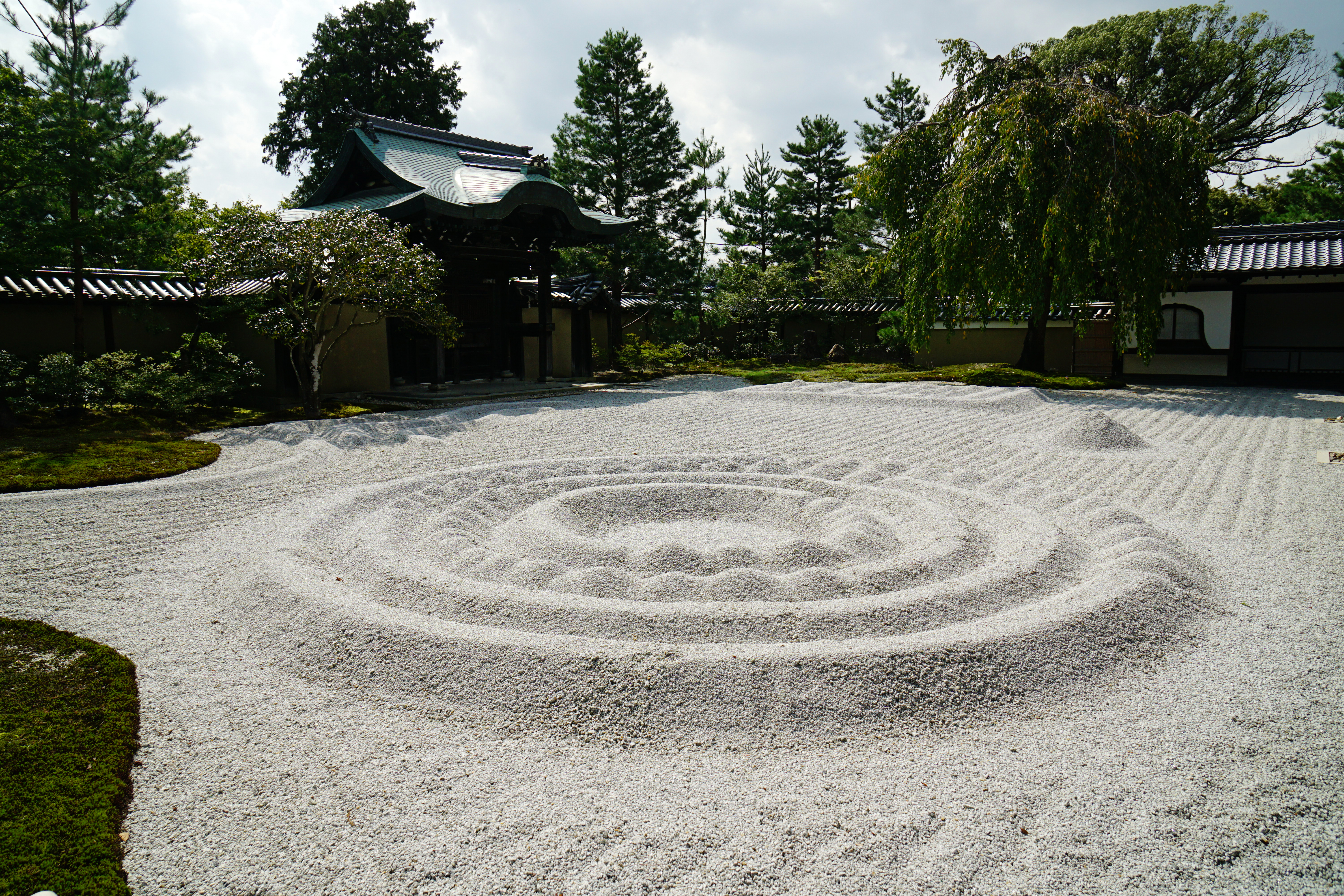
方丈前庭、勅使門

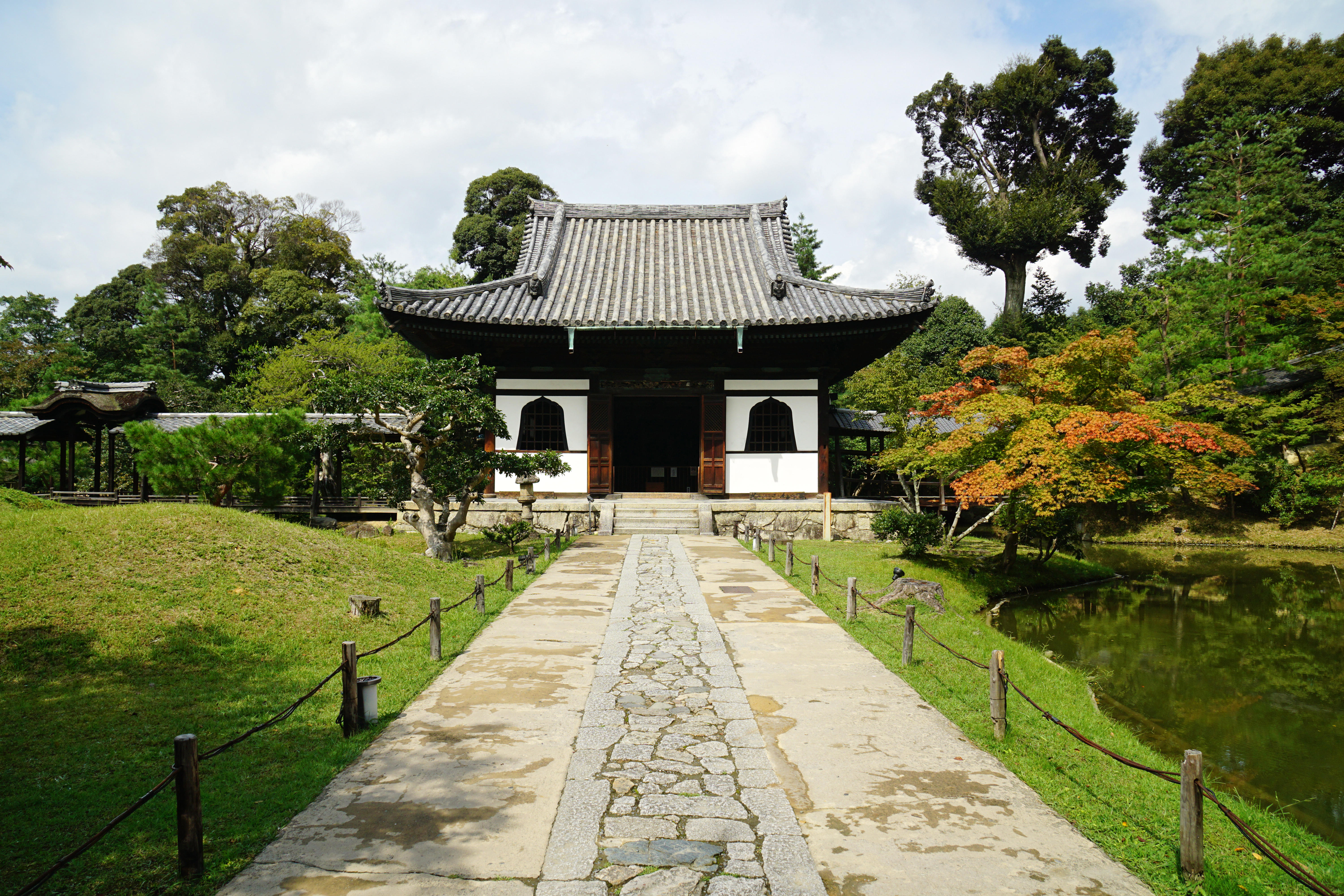
開山堂

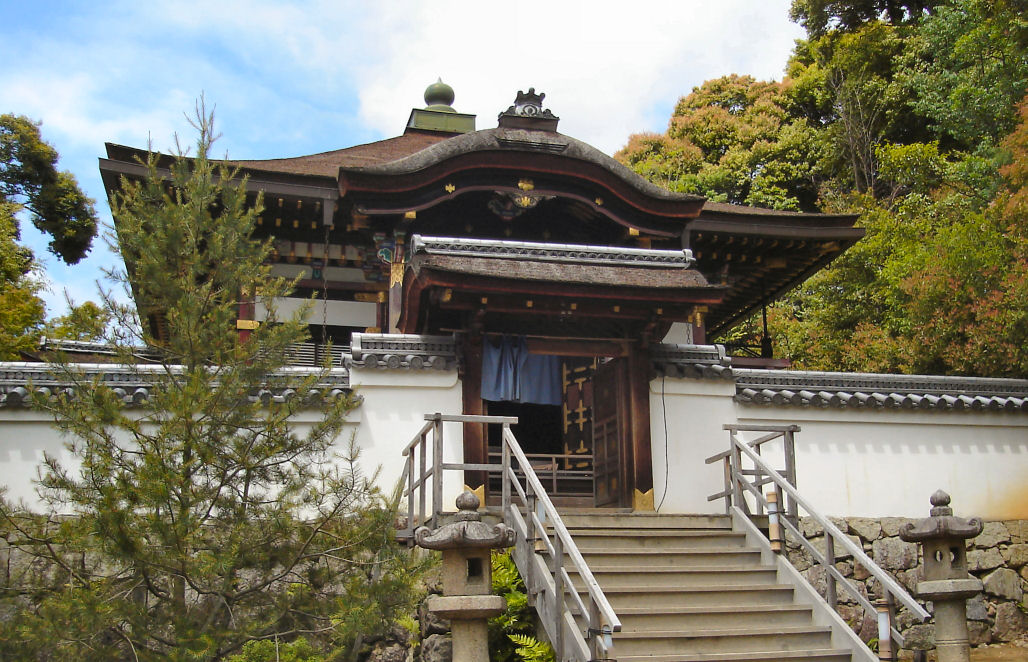
霊屋

創建当時存在した仏殿は焼失後再建されておらず、方丈が中心的な堂宇となっている。方丈の西に庫裏があるが創建当時のものではない。境内東側には偃月池・臥龍池という2つの池をもつ庭園が広がり、開山堂、霊屋、茶室などが建つ。また、境内からやや離れて表門が建つ。
- 方丈 - 本堂。1912年（大正元年）再建。創建当初の方丈は文禄の役後に伏見城の建物を移築したものであった。庫裏の右手に建つ。
- 方丈前庭「波心庭（はしんてい）」
- 勅使門 - 1912年（大正元年）再建。方丈とともに再建された。方丈の南正面に位置する。
- 唐門
- 庫裏 - 拝観順路入口に位置する。内部には寺務所がある。玄関から垣間見える「夢」と書かれた衝立が印象的である。
- 小方丈跡 - 当初の小方丈が焼失した後、寛政7年（1795年）に塔頭・圓徳院にあった北政所化粧御殿を移築して小方丈にしていたが、文久3年（1863年）7月26日に放火で焼失した。その後、1913年（大正2年）に北書院が建てられていたが近年解体され、現在小方丈の再建が予定されている。
- 茶室「遺芳庵」 - 開山堂の西方にあり、灰屋紹益が夫人の吉野太夫を偲んで建てたものと伝わる[1][2]。床のない一畳台目の小規模な茶席[1][2]。炉は逆勝手向切りとする。吉野窓と称する、壁一杯に開けられた丸窓が特色である[3]。元は灰屋紹益の屋敷にあったが、高台寺の塔頭岡林院に移築され、さらに高台寺鬼瓦席の近くに移築された[1]。移築時期は大正の始めとされる[2]。建築様式の点から、紹益と吉野太夫が生きた近世初期まではさかのぼらず、後世の人が2人を偲んで建てたものと推定されている[4]。
- 茶室「鬼瓦席」 - 四畳半の茶室。遺芳庵と同様に紹益の邸内にあったと伝えられ、1908年（明治41年）に道具商の土橋嘉兵衛が譲り受け、高台寺に移築されたという[1]。
- 茶室「湖月庵」[5]
- 開山堂（重要文化財） - 慶長10年（1605年）に高台院により建立。寛永2年（1625年）に増築。庭園内に建つ入母屋造本瓦葺きの禅宗様の仏堂。元来、高台院の持仏堂だったもので、その後、中興開山の三江紹益の木像を祀る堂となった。堂内は中央奥に三江紹益像、向かって右に高台院の兄・木下家定とその妻・雲照院の像、左に高台寺の普請に尽力した堀直政の像を安置している。この堂の天井は豊臣秀吉の御座舟の天井と、高台院の御所車の天井を用いたものという。天井画の「龍図」は狩野山楽の作である。
- 庭園（国指定史跡・名勝） - 小堀遠州作とされ、シダレザクラと萩の名所。石組みの見事さは桃山時代を代表する庭園として知られる。
  - 偃月池
  - 臥龍池（がりょういけ）
- 中門
- 観月台（重要文化財） - 慶長年間（1596年 - 1615年）に高台院により伏見城から移築されたもの。豊臣秀吉遺愛の建物という。解体された北書院と開山堂を結ぶ屋根つきの楼船廊の途中にある小規模な建築で、偃月池に掛かる。ここから高台院は亡き秀吉を偲びながら月を眺めたという。
- 臥龍廊（がりょうろう） - 開山堂と霊屋（おたまや）を結ぶ屋根付きの階段で臥龍池に掛かる。龍の背に似ているところからこの名が付けられた。
- 霊屋（おたまや、重要文化財） - 慶長10年（1605年）に高台院により建立。秀吉と高台院を祀っている。秀吉の墓がある阿弥陀ヶ峰の豊国廟に向けて建てられている。開山堂の東方、一段高くなった敷地に建つ宝形造檜皮葺きの堂。内部は中央の厨子（平素、扉を閉じている）に大随求菩薩（だいずいぐぼさつ）像を安置し、向かって右の厨子には豊臣秀吉の坐像、左の厨子には正室・高台院の片膝立の木像がそれぞれ安置されている。狩野永徳による絵のほか、厨子の扉には秋草、松竹など、須弥壇には楽器などの蒔絵が施されている。厨子の目立たぬところに蒔絵の作者の名が線描きされておりその点でも貴重である。寺に所蔵される高台院所用と伝える調度品類にも同じ様式の蒔絵が施され、これらを高台寺蒔絵と称している。高台寺蒔絵の特色は、金の平蒔絵（文様部分の漆を盛り上げずに、平滑に仕上げたもの）を主体に秋草などの絵画的な文様を描くことである。なお、高台院は自身の像の約2メートル地下に葬られている。
- 茶室「傘亭」（からかさてい[2]、重要文化財） - もとは安閑窟（あんかんくつ）と呼ばれた[2]。慶長年間（1596年 - 1615年）に高台院により伏見城から移築されたものとされ、千利休好み（＝「利休作」の意）の茶室と伝える（ただし伏見城築城は利休の自刃後）。境内東奥の小高い場所に位置する。宝形造茅葺きの建物で、竹垂木と竹木舞で組まれた化粧屋根裏が放射状になっており傘を広げたよう（『都林泉名所図会』）であることからこの名がある[2]。
- 茶室「時雨亭」（重要文化財） - 傘亭同様慶長年間（1596年 - 1615年）に高台院により伏見城から移築されたものとされ、これも千利休好みと伝える。伏見城の「御学問所」に擬する説もある。時雨亭の名は傘亭に因むとされ、もとは傘亭に当てられた「安閑窟」の呼称しかなかったとされる[2]。傘亭の南隣にあり、傘亭とは土間廊下で繋がれている。珍しい2階建ての茶室で、2階南側の上段の間は柱間に壁や建具を設けない吹き放しとする。高台院は慶長20年（1615年）の大坂夏の陣の際、2階から燃え落ちる大坂城の天守を見つめていたという。
- 土間廊下（重要文化財） - 茶室「傘亭」と茶室「時雨亭」を繋ぐ屋根付きの廊下。土間廊下は慶長年間（1596年 - 1615年）に高台院により両茶室が現在地に移築された時付加されたもので、両茶室はもともと別々に建てられていたと考えられる。
- 雲居庵
- 高台寺天満宮 - 慶長11年（1606年）に高台院が崇敬していた綱敷天満宮から祭神の菅原道真を勧請して鎮守社としたもの。洛陽天満宮二十五社順拝第18番札所。
- 鐘楼 - 梵鐘は2016年（平成28年）の造。
- 洗心寮
- 利生堂 - 2016年（平成28年）12月17日建立。
- 教化ホール - 「アンドロイド観音 マインダー」が安置されている。
- 大門 - 表門よりも小さい門。
- 表門（重要文化財） - 慶長年間（1596年 - 1615年）に加藤清正により伏見城に建てられたもの。後に現在地に移築された。
- ねねの道 - 知恵の道、神幸道と合わせて東山参道（三つの道）といい、円山公園付近で接続して、それぞれ知恩院、八坂神社へと続く。
- 台所坂 - ねねの道から高台寺の境内へと続く道で、高台院は秀吉の菩提を弔うために高台院屋敷（現・圓徳院）から高台寺へとこの道を往き来した。
- 高台寺掌美術館（しょうびじゅつかん） - 1998年（平成10年）開館。境内からねねの道を挟んで西側、飲食店の2階に位置する小美術館。豊臣秀吉、高台院の肖像画のほか、調度品、絵画、文書など高台寺所蔵の美術品を多数保存、展示する。

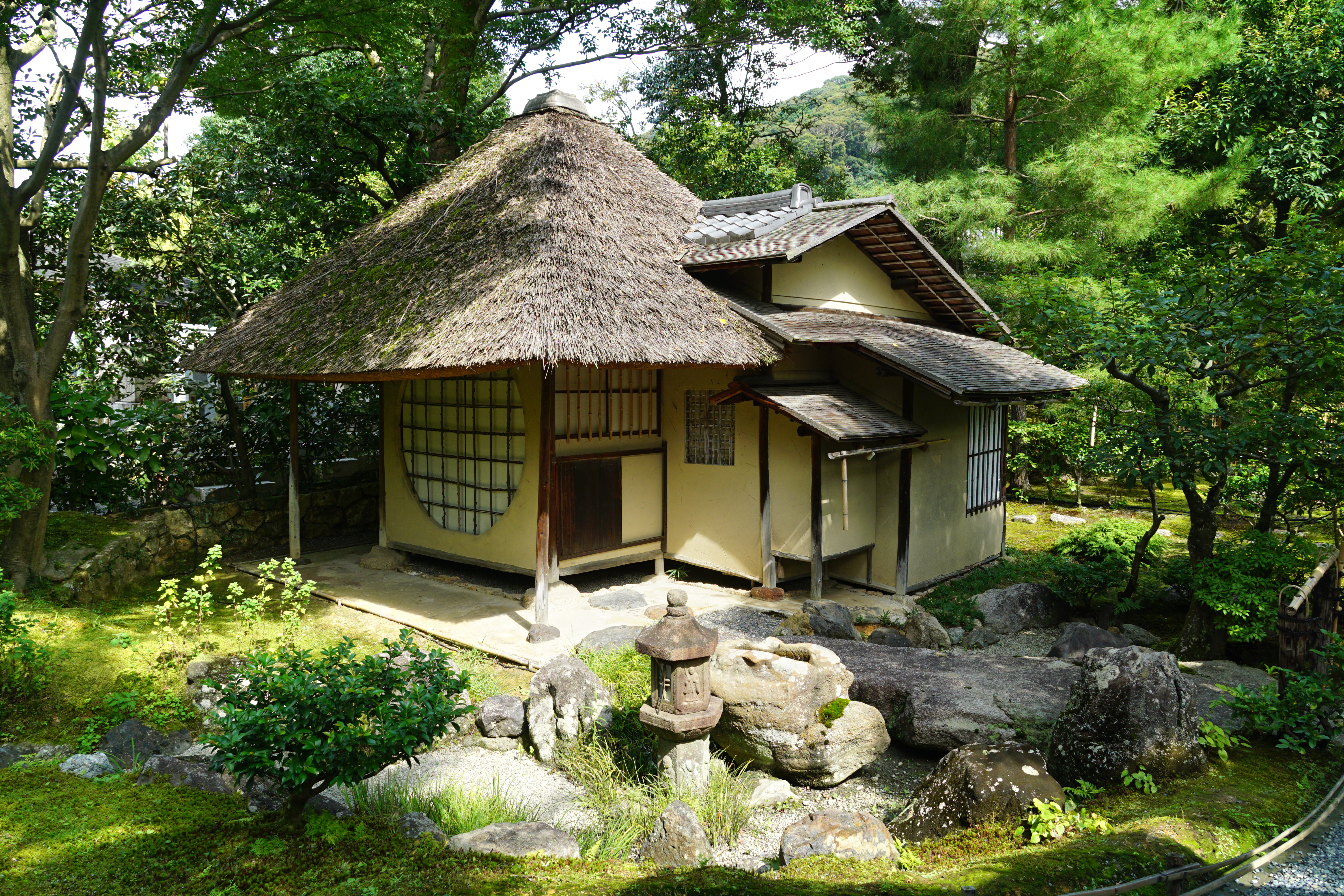
遺芳庵
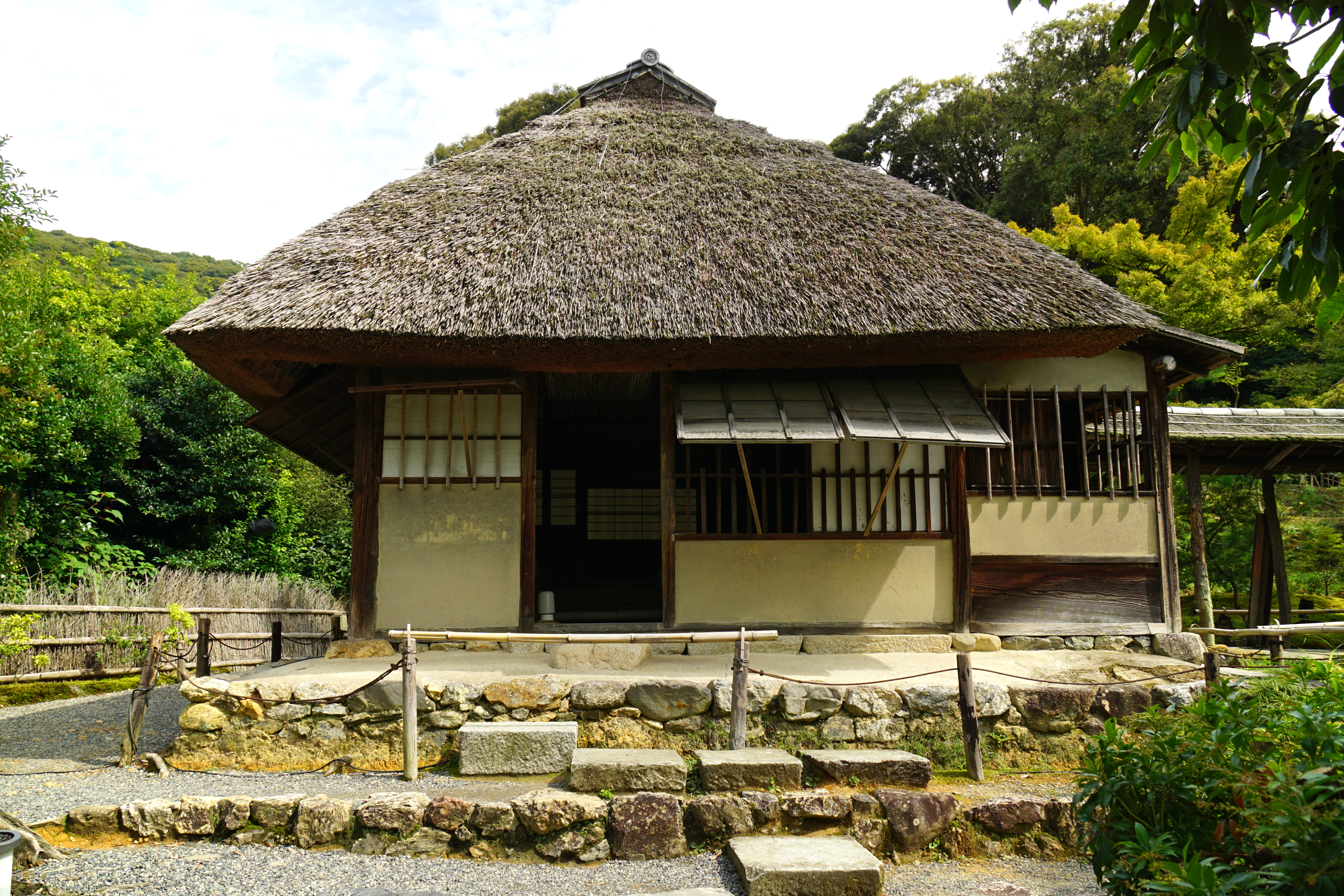
傘亭
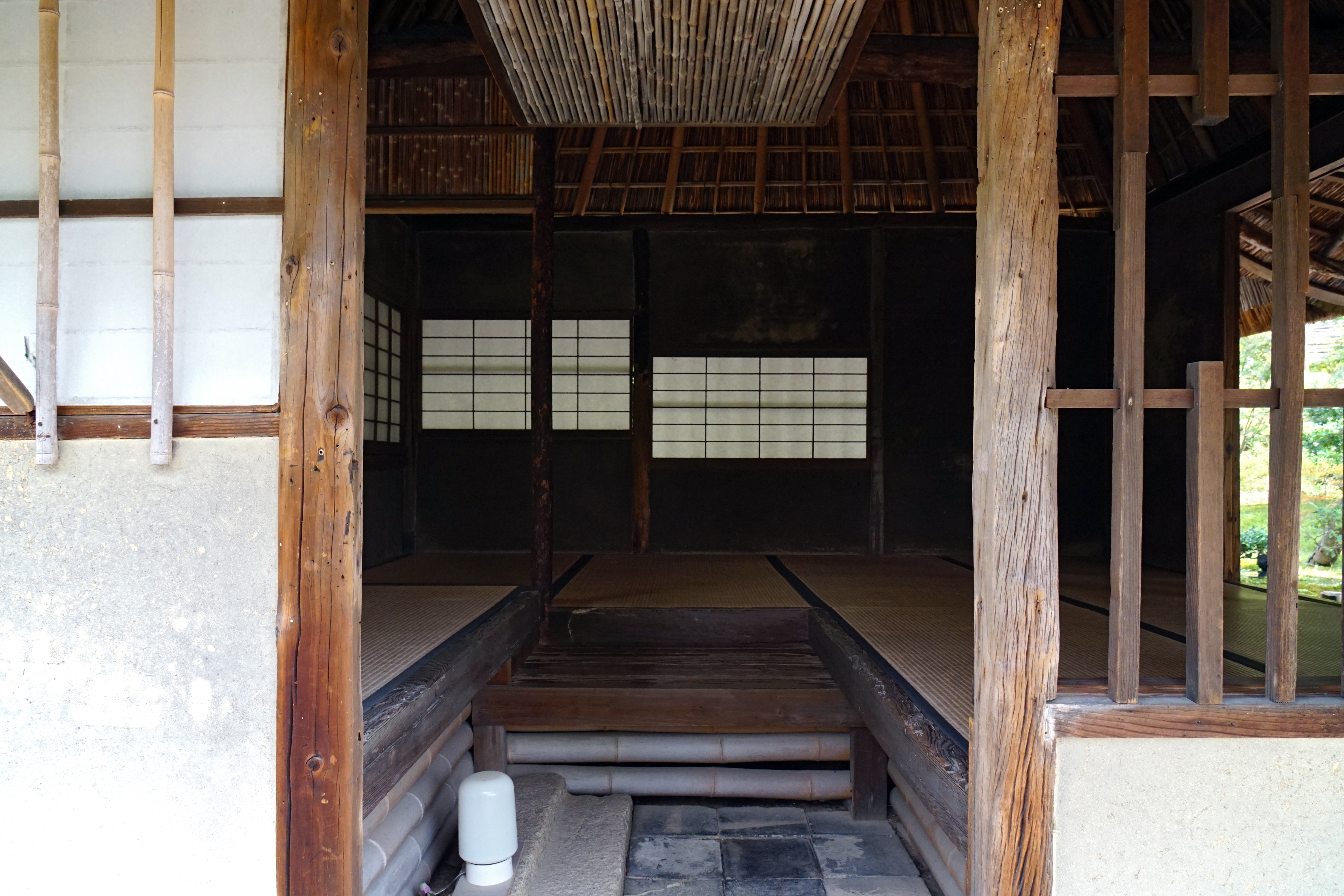
傘亭内部
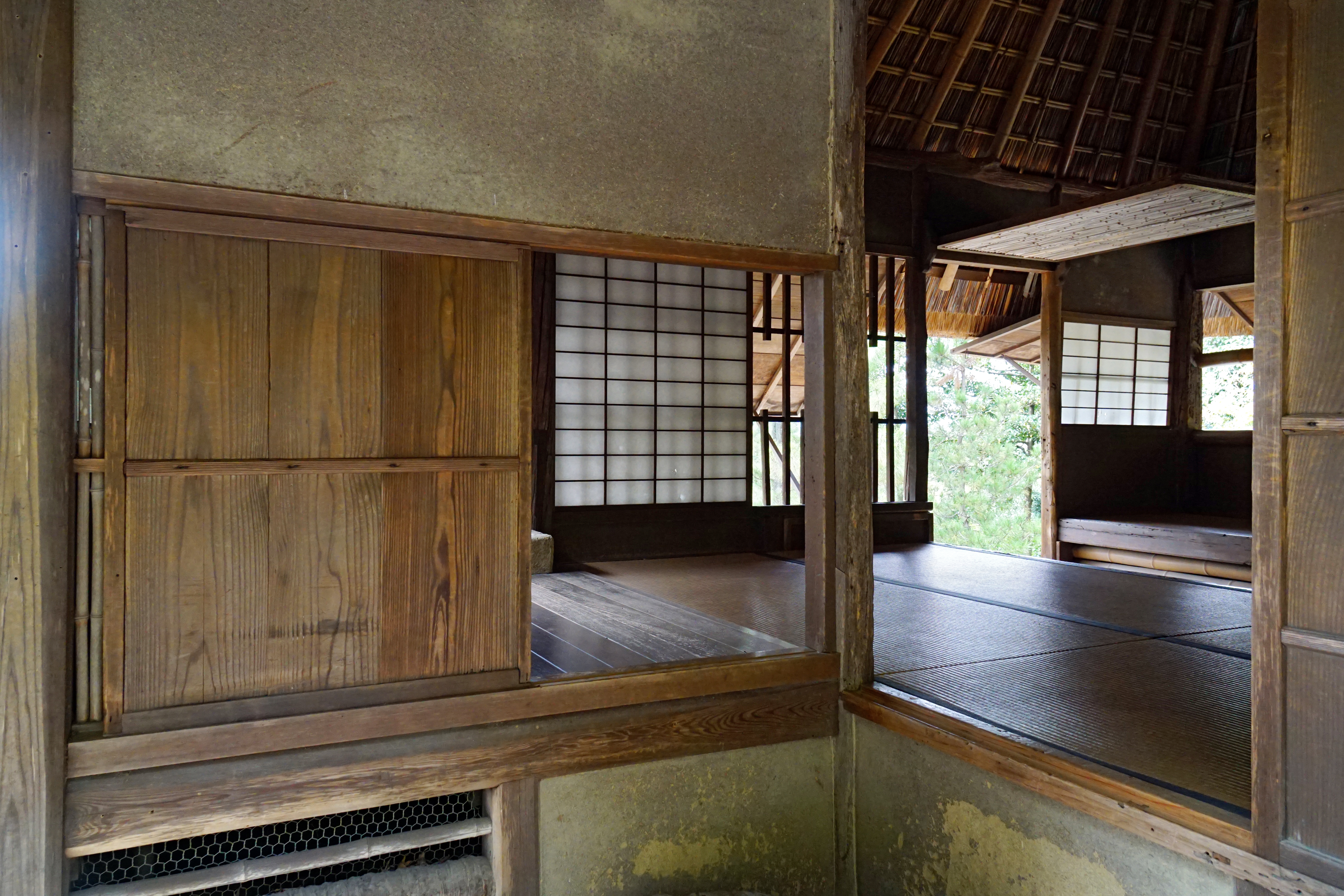
傘亭内部
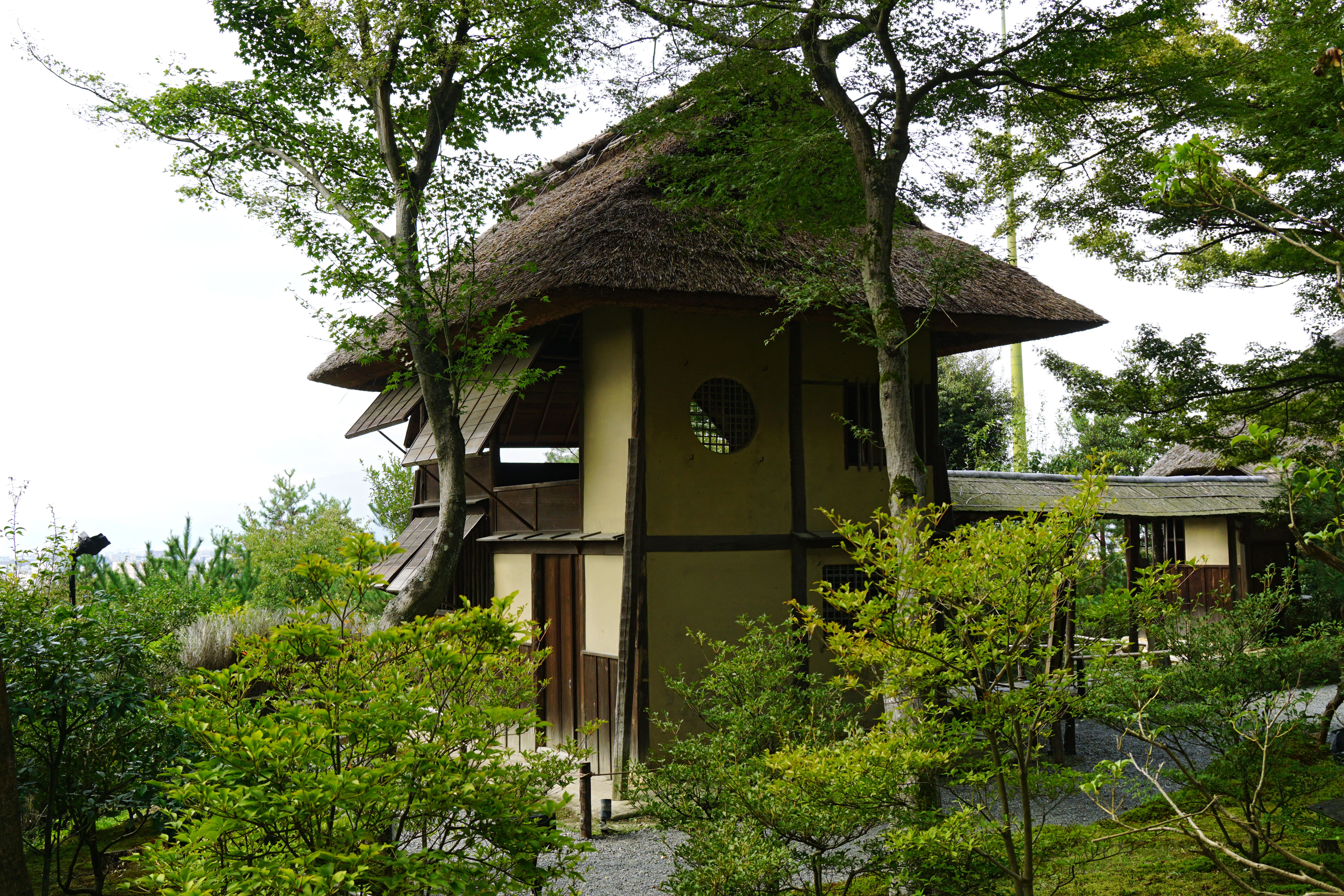
時雨亭

## 塔頭
- 圓徳院 - 高台院が晩年を過ごした所で、一説には高台院の終焉の地とされる。高台院没後に甥の木下利房により寺に改められた。
  - 北庭（国指定名勝） - 伏見城の北政所化粧御殿の前庭を移築したもので、桃山時代の代表的な庭園である。
  - 長谷川等伯筆 襖絵（重要文化財） - もと大徳寺三玄院の襖絵。廃仏毀釈に際して圓徳院の蔵するところとなる（他に楽家も所蔵）。桐紋雲母（きらら）刷りの唐紙襖に描かれた非常に珍しいもので、等伯が住職に襖絵製作を申し出ていたが許されなかったので、住職の留守中に一気に描きあげてしまったものだと伝えられる。
- 春光院 - 慶安元年（1648年）に高台院の甥で木下家定の嫡男であった木下勝俊が創建した寺院。勝俊の娘である春光院万花紹三の墓所。
- 月真院 - 元和2年（1616年）に高台院の従弟久林元昌（玄昌）が、石見国津和野藩主亀井政矩の外護により建立。以後、亀井家の菩提寺となる。幕末には禁裏御陵衛士を拝命した伊東甲子太郎以下15名が屯所を構え、高台寺党と呼ばれた。
- 岡林院（こうりんいん） - 曹洞宗時代の高台寺の塔頭として慶長13年（1608年）に久林元昌によって創建された。当初は高台院の念持仏と同じ千体地蔵が本尊であった。現在残っている塔頭の中では最も古い。寛永元年（1624年）7月に高台寺が曹洞宗から臨済宗建仁寺派に移った時に岡林院も臨済宗建仁寺派となった。その後、高台寺が大火に見舞われる度に類焼を被り、現在の岡林院は江戸末期の大火で焼失したものを明治時代になってから再建されたものであり、本尊もその時に延命地蔵願王菩薩となった。寺院としては300坪余りと小さく、方丈・茶室ともに数寄屋作りで華奢なものになっている。また、庭は露地として作られた美しい苔の庭であり、茶席は裏千家又隠席の写しとして有名で、明治から大正にかけて大日本茶道学会創立の鳥尾得庵・田中仙樵が茶道を研究したところであると伝えられている。

## 文化財

### 重要文化財
- 表門
- 霊屋
- 開山堂
- 傘亭（安閑窟）および時雨亭（附：土間廊下）
- 観月台
- 絹本着色十六羅漢像
- 絹本着色豊臣秀吉像（附：絹本着色高台院像、絹本着色小早川秀秋像、高台院消息）
- 蒔絵調度類 32点（細目は後出）
- 亀甲花菱文縫箔打掛
- 綴織鳥獣文陣羽織
- 豊臣秀吉消息（4月13日付）
- 豊臣秀吉消息（8月9日付）
- 梵鐘  慶長十一年（1606年）銘 - 木下家定が寄進したと伝わる。老朽化のため2010年（平成22年）に鐘楼から撤去され、収蔵庫完成待ちの状態となっている[6]。

### 国指定史跡・名勝
- 高台寺庭園

## 前後の札所
洛陽天満宮二十五社順拝
17 梅丸天満宮　-　18 高台寺天満宮　-　19 若宮天満宮

## 高台寺山国有林
背後に高台寺山国有林（面積75.25 ha）がある。高台寺山国有林は森林法の風致保安林、土砂流出防備保安林である。また、高台寺山国有林は都市計画法の風致地区、古都保存法の歴史的風土特別保存地区、鳥獣保護法の鳥獣保護区となっている。
高台寺の山麓には清水寺、高台寺、八坂神社、知恩院などがあり、明治時代に社寺上知令によって旧社寺領が官有地に編入された。
1934年（昭和9年9月21日）の室戸台風では、6.5万本の木々が被害を受け、アカマツの幹折れやヒノキの転倒が発生した。

## 近隣の施設
- 高台寺天満宮
- 圓徳院（塔頭）
- 月真院（塔頭）
  - 御陵衛士屯所跡
  - 稲荷神社
- ねねの道
- 霊山観音

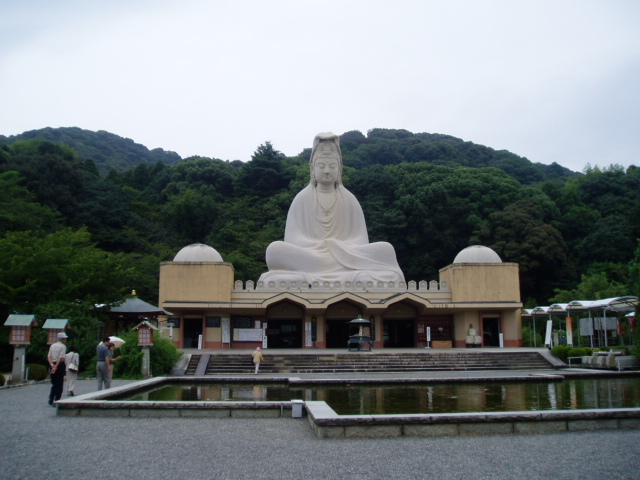
霊山観音

- 京都霊山護国神社・霊山歴史館（幕末維新ミュージアム）
- 法観寺（八坂の塔）
- 雙林寺

## 交通アクセス
- 京阪本線祇園四条駅から徒歩15分
- 阪急京都本線京都河原町駅から徒歩18分